# Bosmoreau-les-Mines
Bosmoreau-les-Mines – miejscowość i gmina we Francji, w regionie Nowa Akwitania, w departamencie Creuse.
Według danych na rok 1990 gminę zamieszkiwało 249 osób, a gęstość zaludnienia wynosiła 28 osób/km² (wśród 747 gmin Limousin Bosmoreau-les-Mines plasuje się na 392. miejscu pod względem liczby ludności, natomiast pod względem powierzchni na miejscu 579.).